# Enrique Rodríguez Cano, Tabasco
Enrique Rodríguez Cano är en ort i Mexiko.   Den ligger i kommunen Huimanguillo och delstaten Tabasco, i den sydöstra delen av landet, 600 km öster om huvudstaden Mexico City. Enrique Rodríguez Cano ligger 61 meter över havet och antalet invånare är 155.
Terrängen runt Enrique Rodríguez Cano är platt, och sluttar norrut. Runt Enrique Rodríguez Cano är det ganska glesbefolkat, med 43 invånare per kvadratkilometer. Närmaste större samhälle är Chontalpa, 7,7 km nordost om Enrique Rodríguez Cano. Trakten runt Enrique Rodríguez Cano består till största delen av jordbruksmark.